# Julie Sedova
Julie Sedova (Julia Nikolaevna Sedova en russe : Юлия Николаевна Седо́ва), née le 21 mars 1880 (2 avril dans le calendrier grégorien) à Saint-Pétersbourg et morte le 23 novembre 1969 à Cannes est une danseuse, chorégraphe et professeur de danse russe.

## Biographie
Elle est diplômée de l'école impériale du ballet de Saint-Pétersbourg en 1898. Enrico Cecchetti organise pour elle et son autre élève Lioubov Iegorova un spectacle de fin d'études conçu pour démontrer la bonne maîtrise de la technique. Les critiques louent les compétences des débutantes, leur prédisant un grand avenir. Immédiatement après son entrée au Théâtre Mariinsky, elle apparait sur scène dans un numéro préparé par Cecchetti pour ses étudiants. Julie Sedova, Lioubov Iegorova, Mikhaïl Oboukhov et Michel Fokine  dansent Le pas de quatre de Paquita réorchestré par Maurice Keller. 
Son premier rôle significatif sur la scène du théâtre Mariinsky est le rôle de Teresa dans le ballet La Halte de cavalerie sur une musique de Johann Armsheimer, le 26 septembre 1899, avec Michel Fokine pour partenaire. En avril 1900, elle remplace l'artiste italienne Pierina Legnani et interprète le rôle principal de La Perle de Marius Petipa sur une musique de Riccardo Drigo. Le 9 avril 1903, elle interprète le rôle tragique de Nizia dans Le Roi Candaule. Les critiques condamnent sa mauvaise performance artistique. Ces années là, elle répète avec Evguenia Sokolova, probablement jusqu'en 1904, date à laquelle Sokolova prend sa retraite. Les cours avec une maîtresse de la danse classique exceptionnelle s'avèrent importants pour polir les compétences de la ballerine : ses mouvements deviennent plus plastiques et organiques. Le côté technique de sa danse atteint les sommets de l'école classique, mais cela n' empêche pas des manques du côté artistique. 
Julia Sedova passe la saison 1904/1905 au théâtre du Bolchoï, qui manque de ballerines. Elle fait ses débuts sur cette scène le 21 novembre 1904, avec un grand succès dans le rôle de la fille du tsar dans Le Petit Cheval bossu sur une musique de Cesare Pugni ; Le 26 décembre, elle danse le rôle d'Odette-Odile dans Le Lac des Cygnes; deux spectacles chorégraphiés par Alexandre Gorski. À Moscou, elle est bien accueillie par les spectateurs et les critiques. 
Après son retour à Saint-Pétersbourg en 1905, la critique s'adoucit un peu. Elle est toujours louée pour sa technique et le côté artistique de la performance est souvent étouffé. Le 7 août 1907, Klavdia Koulitchevskaïa met en scène pour Vaslav Nijinski et Julia Sedova, le numéro Le Jeu des papillons sur la musique d'Émile Waldteufel. Puis ce numéro est inséré dans le ballet A Brook sur la musique de Léo Delibes. 
En 1908, elle fait une grande tournée des villes de l'Empire russe : Kharkiv, Iaroslavl, Bakou, Tiflis, Rostov-sur-le-Don, Odessa. Elena Smirnova, débutante participe au voyage. À l'été 1909, suit un voyage à Berlin et à l'été 1910 à Paris, accompagnée de Nikolai Legat et Fedor Lopoukhov,,. En avril/mai1911, elle est la principale danseuse de la Saison russe, chorégraphiée par Ivan Clustine, au théâtre Sarah Bernardt ; elle y interprète le ballet La Forêt Enchantée de Lev Ivanov sur une musique de Riccardo Drigo et danse dans La Roussalka, l'opéra de Pouchkine.
En 1911, le répertoire du théâtre Mariinsky dépend largement d'elle, car un certain nombre d'artistes, par exemple Anna Pavlova et Vera Trefilova , ont quitté la compagnie et Mathilde Kschessinska et Tamara Karsavina apparaissent sur scène de manière limitée. Néanmoins, elle ne reçoit pas le titre mérité de première ballerine et, probablement en signe de protestation, elle présente sa démission lorsque le salaire de Karsavina est  augmenté. Sa démission est acceptée.
Restée sans travail, elle fait une grande tournée aux États-Unis, avec le All Stars Imperial Russian Ballet fondé par Mikhail Mordkin. Le corps de ballet est composé de six à dix personnes. Les membres de la troupe sont Lydia Lopukhova, Katrina Geltzer, Vera Koralli, Carlotta Zambelli, Bronislava Pozhitskaya, Alexander Volinin et  Nikolai Solyannikov en tant que danseur imitateur. Les décors sont peints par l'artiste Constantin Korovine. La tournée est un succès. Le public américain, qui voit pour la première fois un ballet classique de ce niveau, le reçoit bien . Le calendrier des représentations est très chargé, des représentations sont données presque tous les jours. La troupe se produit dans 52 villes. Sedova danse 38 fois Le Lac des Cygnes , 27 fois Coppelia et 10 fois dans Mariage Russe, un petit ballet mis en scène par Mordkin. La production de Giselle doit être annulée en raison de la maladie de Mordkin. La presse de Saint-Pétersbourg suit la tournée et fait état de l'enthousiasme des américains.
Après son retour d'Amérique, des négociations s'ouvre pour son retour au théâtre Mariinsky, qui n'aboutissent pas. Le 6 mars 1912, la danseuse donne sa soirée d'adieu sur la scène du conservatoire de Saint-Pétersbourg. En 1912-1914, elle effectue une tournée en Europe occidentale. Ce n'est qu'en 1914 qu'elle peut retourner au théâtre Mariinsky. Ce n'est qu'en 1916, avant de prendre sa retraite, qu'elle reçoit le plus haut titre de ballerine de sa carrière, prima ballerina. Le 9 novembre 1916 a lieu sa cérémonie d'adieu, au cours de laquelle elle interprète pour la première fois le rôle d'Aspicia dans La Fille du Pharaon. A 36 ans, elle quitte définitivement la scène. 
Après la révolution de 1917, elle part pour la France. En juin 1919, elle fait une tournée à Kharkov, participe au spectacle Le Petit Cheval bossu, mise en scène au profit de la Société d'aide aux enfants des volontaires de l'armée blanche.  En 1920, elle s'installe sur la Côte d'Azur. elle est première ballerine et chorégraphe du Ballet russe de Monte-Carlo. En 1920-1921, elle fait partie de la troupe des Folies Bergère, et interprète La Forêt Enchantée. Plus tard, elle travaille pour  des ballets en Italie, dirige le ballet du Teatro San Carlo à Naples en 1929 et joue en Amérique du Sud . 
En 1930, elle s'installe à Cannes et ouvre l'école de ballet Alexandrino à Nice, où elle enseigne l'art de la danse jusqu'à sa mort. Parmi ses élèves : George Skibine, Serge Golovine,, André Eglevsky, Maina Gielgud, Marika Besobrasova, Anna Marly, V. Protopopov, I. Stepanova, Sergej Trailin, E. Trailina.

## Vie privée
Elle se marie avec Boris Schidlovsky, critique de ballet pour un petit journal de Saint-Pétersbourg.